# راجر استنیر
راجر استنیر (انگلیسی: Roger Stanier؛ ۲۲ اکتبر ۱۹۱۶ – ۲۹ ژانویهٔ ۱۹۸۲) یک دانشمند و متخصص میکروبیولوژی اهل کانادا و یکی از چهره‌های تأثیرگذار تکامل علم میکروب‌شناسی مدرن بود.
وی مشارکت‌های مهمی در زمینهٔ آرایه‌شناسی باکتری‌ها و به‌ویژه طبقه‌بندی سیانوباکترها داشت. راجر استنیر به مدت ۲۴ سال در دانشگاه برکلی تدریس کرد و مدتی نیز رئیس دپارتمان باکتری‌شناسی در آنجا بود و از سال ۱۹۷۱ به انستیتو پاستور پیوست.
وی همچنین برندهٔ جوایزی همچون همکار انجمن سلطنتی، کمک‌هزینه گوگنهایم، لژیون دونور و نشان لیوونهوک شد.